# Villers-Vicomte
Villers-Vicomte ist eine französische Gemeinde mit 151 Einwohnern (Stand 1. Januar 2022) im Département Oise in der Region Hauts-de-France. Die Gemeinde liegt im Arrondissement Clermont und ist Teil der Communauté de communes de l’Oise Picarde und des Kantons Saint-Just-en-Chaussée.

## Geographie
Villers-Vicomte liegt rund fünf Kilometer westnordwestlich von Breteuil. Im Westen des Gemeindegebiets verläuft die Autoroute A16.

## Toponymie
Zur Zeit der Französischen Revolution trug die Gemeinde den Namen Villers-Marat.

## Einwohner
| 1962 | 1968 | 1975 | 1982 | 1990 | 1999 | 2006 | 2011 |
| ---- | ---- | ---- | ---- | ---- | ---- | ---- | ---- |
| 146  | 148  | 109  | 118  | 153  | 142  | 151  | 154  |

## Verwaltung
Bürgermeister (maire) ist seit 2008 Patrice Traën.

## Sehenswürdigkeiten
- Kirche Saint-Denis mit hohem polygonalem Chor aus dem 16. Jahrhundert, niedrigem Langhaus mit einem Dachreiter im Westen und mit Resten der Verglasung aus dieser Zeit und einem Weihwasserbecken (Base Palissy)[1]
- Friedhofskapelle